# Ilkley
Ilkley è una parrocchia civile e una stazione termale del West Yorkshire, nel nord dell'Inghilterra. La parrocchia civile di Ilkley comprende l'adiacente villaggio di Ben Rhydding ed è parte del distretto di Bradford. Conta 13 828 abitanti che vivono soprattutto sulla sponda meridionale del fiume Wharfe.
A sud della città c'è l'altura di Ilkley Moor, famosa per avere inciso una rosa a svastica, pressoché gemella di quella irlandese di Cloone.